# Floyd Allen
Floyd Allen, né le 3 mai 1952, à Carthage, en Arkansas, est un ancien joueur américain de basket-ball. Il évolue durant sa carrière au poste de pivot.

## Palmarès
- Champion de France 1981-1982
- Meilleur marqueur du championnat de France 1979-1980